# George Smith (Schiedsrichter)
George Brian Smith (* 14. Oktober 1943 in Edinburgh; † 13. Mai 2019) war ein schottischer Fußballschiedsrichter.    

## Karriere
George Smith leitete in den 1970er, 1980er und 1990er Jahren Spiele innerhalb der Scottish Football League, darunter in der Scottish Premier Division. In seiner Karriere als Schiedsrichter pfiff er fünf Endspiele in Schottland: drei Pokalfinale und zwei Ligapokalendspiele, darunter das Pokalfinale im Jahr 1980 zwischen Celtic und den Rangers, das nach einem Platzsturm im Hampden Park durch Hooligans der beiden verfeindeten Lager eskalierte und nach den Krawallen von 1909 als Second Riot at Hampden in die schottische Fußballgeschichte einging.
Zudem pfiff Smith zahlreiche Spiele im Europapokal der Landesmeister, im Pokalsiegerwettbewerb und im UEFA Cup. Bei der Fußball-Weltmeisterschaft 1990 in Italien leitete er das Vorrundenspiel zwischen Österreich und der Tschechoslowakei in Florenz.